# رینالدو روجرو

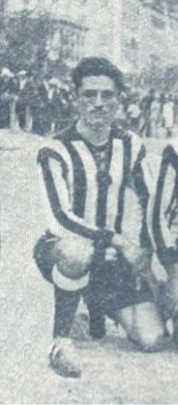
عکس از فوتبالیست رونالدو روجرو

رینالدو روجرو (به ایتالیایی: Rinaldo Roggero) بازیکن فوتبال و  اهل ایتالیا است که از سال ۱۹۲۰ میلادی عضو تیم ملی فوتبال ایتالیا بوده و در ۱ بازی ملی حضور داشته‌است. او در بازی‌های ملی‌اش گلی به ثمر نرساند.
رینالدو روجرو آخرین بازی ملی خود را در سال ۱۹۲۰ میلادی انجام داد. 